# Нарбутт-Лучиньский, Александр
Александр Нарбутт-Лучиньский (польск. Aleksander Narbutt-Łuczyński; 28 февраля 1890 — 25 июля 1977) — польский военачальник, бригадный генерал Войска Польского.

## Биография
Родился в городе Скерневице, окончил философский факультет Львовского университета.
После этого он переехал в Бельгию, где окончил юридический факультет Льежского университета.
После начала Первой мировой войны он вернулся в Польшу и вступил добровольцем в польские легионы в Австро-Венгрии.
В октябре 1914 года он был произведен в лейтенанты, а затем в марте следующего года — в капитаны
После независимости Польши в 1918 году Нарбутт-Лучинский вступил во вновь сформированную Польскую армию и принял участие в советско-польской войне в звании майора, а затем полковника.
После войны он остался в армии и в 1924 году был произведен в бригадные генералы.
Во время вторжения в Польшу командовал тыловыми частями Краковской армии.
Попал в плен в Румынии, где перебрался во Францию.
После окончания Второй мировой войны он поселился в Соединенных Штатах, где прожил до самой своей смерти 25 июля 1977 года.

### Пинская резня
Во время советско-польской войны был командующим польскими войсками в прифронтовом городе Пинске, население которого в подавляющем большинстве состояло из евреев.
5 апреля 1919 года после получения многочисленных сообщений о планируемых нападениях на польскую армию и даже на него лично, он отдал приказ о том, что позже стало известно как Пинская резня, когда 35 местных евреев были казнены без суда и следствия через час после ареста по обвинению в участии в большевистских заговорах. Евреи, присутствовавшие на местном собрании, в котором приняли участие несколько лидеров местной еврейской общины, собрались, чтобы обсудить распределение финансовой и продовольственной помощи, включая помощь на Песах. Нарбутт-Лучинский, однако, интерпретировал встречу как собрание подрывников, планирующих восстание. Этот инцидент получил международную известность. Расследование этой резни было созвано президентом Соединенных Штатов Вудро Вильсоном. Генри Моргентау — старший ., в то время старший советник, а ранее посол США в Османской империи, был назначен руководителем расследования и описал майора Лучинского как «невероятно глупого». По словам Уильяма У. Хагена,
«Лучинский воплощал военную антиеврейскую паранойю, обнаруживая в мелочах злонамеренный замысел и оказавшись в многочисленной толпе недружелюбных иноязычных евреев, сильно опасающихся засады».